# گلوجه حسن‌بیگ
گلوجه حسن‌بیگ یکی از روستاهای استان آذربایجان شرقی است که در دهستان آلمالو بخش نظرکهریزی شهرستان هشترود واقع شده‌است، تاریخ این روستا بر اساس سنگ نوشته های قبل از اسلام به سلسله پادشاهی اوئیش دیش برمی گردد با استناد بر نوشته های ارنست امیل هرتسفلد (ایران شناس آلمانی) تاریخ این روستا  با تاریخ کیانیان نیز پیوند خورده  است، بر اساس یافته های زمین شناسان غارهای کشف شده در شیروان دره‌ی این روستا از محل کشف شروع و به آیدره و شاخه ای به گوردره میرسد . دو قوچ سنگی موجود در این روستا دلالت بر تقدم تاریخی آن داشته که متاسفانه توسط افراد سودجو به سرقت رفته است.